# Felipe Mattioni
Felipe Mattioni Rohde (* 15. Oktober 1988 in Ijuí) ist ein brasilianischer ehemaliger Fußballspieler. Der Abwehrspieler spielte in seiner Heimat, in Italien, in Spanien und in England.

## Karriere

### Verein
Felipe startete 2007 seine Profikarriere bei Grêmio Porto Alegre in der Série A. Er gab sein Debüt am 24. Mai 2008 im Spiel gegen Náutico Capibaribe, als er in der 89. Minute für Hélder eingewechselt wurde. Das Spiel endete 2:0 für Grêmio. Am 15. Januar gab der AC Mailand bekannt, Felipe bis zum Sommer 2009 auszuleihen. Der AC Mailand besitzt eine Kaufoption. Am 3. Mai 2009 gab Felipe sein Debüt für Milan gegen Catania Calcio, als er in der 89. Minute für Kaká eingewechselt wurde. Dies war allerdings sein einziges Spiel beim AC Milan. Von 2009 bis 2010 spielte er auf Leihbasis bei RCD Mallorca, wo er in zwanzig Spielen ein Tor erzielen konnte.
Im Juli 2010 unterschrieb er einen Vertrag beim Ligakonkurrenten Espanyol Barcelona.